# Specklinia macroblepharis
Specklinia macroblepharis är en orkidéart som först beskrevs av Heinrich Gustav Reichenbach, och fick sitt nu gällande namn av Alec M. Pridgeon och Mark W. Chase. Specklinia macroblepharis ingår i släktet Specklinia och familjen orkidéer. Inga underarter finns listade i Catalogue of Life.